# Antonio Gallonio

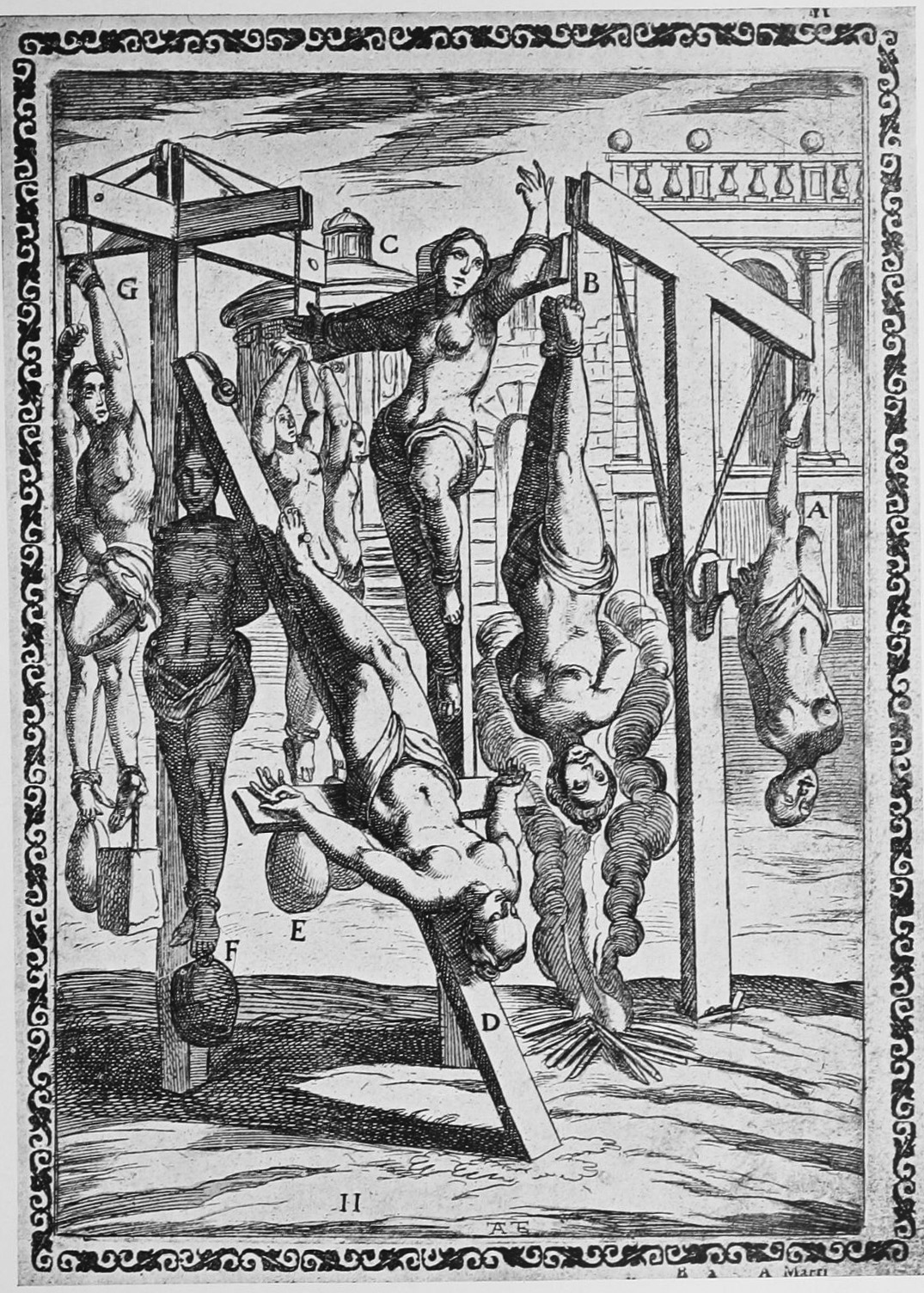
Première planche du Traité des instruments de martyre..., gravée par Antonio Tempesta (1591).

Antonio Gallonio ou Galloni est un prêtre de la congrégation de l'Oratoire d'Italie, né à Rome en 1556 et mort dans cette même ville le 15 mai 1605.

## Biographie
Antonio Gallonio s'est appliqué, en étudiant les actes des martyrs, à rechercher les différents supplices qu'ils ont subi et des instruments dont on s'était servi pour les tourmenter. Il a publié en italien un ouvrage sur le sujet en 1591 avec des figures dessinées par Giovanni Guerra originaire de la région de Modène, peintre de Sixte V, et gravées par Antonio Tempesta (1555-1630). Il a traduit son livre en latin, l'a dédié au pape Clément VIII et l'a publié en 1594. Ce livre a ensuite été publié à Paris en 1659 par Raphaël Trichet du Fresne (1611-1661). Il n'a pas seulement recueilli les supplices des martyrs mais également ceux se trouvant dans les écrits des auteurs anciens, tant profanes qu'ecclésiastiques. À cet ouvrage a été ajouté un traité imparfait de l' Equulus de Girolamo Maggi d'Anghiari qu'il avait écrit pendant qu'il était prisonnier chez les Turcs et dédié à François de Noailles, évêque de Dax, et ambassadeur du roi de France auprès de la Porte. À la fin du recueil a été ajouté un abrégé des trois livres de Juste Lipse sur le supplice de la croix chez les peuples de l'Antiquité.
Il a aussi écrit une Histoire des Vierges, les Vies de quelques martyrs, celle de saint Philippe de Neri, et un Traité du monachisme de saint Grégoire. Ce dernier traité a été écrit en 1604 pour défendre l'opinion de Baronius qui avait affirmé que saint Grégoire n'avait jamais été moine bénédictin et sur quelques privilèges de l'abbaye du Mont-Cassin et qui avait été attaqué par un moine de l'abbaye, Constantino Bellotti, Gregorius Magnus Instituto Sanctissimi P. Benedicti restitutis. Brixia in ædibus Policreti Turlini, publié en 1604.

## Ouvrages
Gallonio écrivit en latin et il traduisit également de l’italien vers le latin
Il a publié les ouvrages suivants :
- Histoire des Vierges romaines, (en italien), 1591, in-4
- Vies de quelques martyrs, (idem), 1597, in-4
- Vita beati P. Philippi Nerii, Rome, 1600, in-4 ; Mayence, 1602, in-8
- Trattato degli instrumenti di martirio e delle varie maniere di martirizzare... (Traité des instruments de martyre...), Rome, 1591, in-4, traduit en latin par l'auteur, ib., 1594, avec gravures sur cuivre d'Antonio Tempesta d'après les dessins de Giovanni Guerra ; réimprimé à Paris, 1695, in-4, et à Anvers, 1660, in-12 ; trad. française rééditée en 1904 par Charles Carrington [lire en ligne].
- Liber apologeticus pro assertis in annalibus ecclesiasticis baronianis, de monachatu S. Gregorii papae, etc., Rome, 1604, in-4.